# Najma Parveen
Najma Parveen (* 20. Dezember 1990 in Faisalabad) ist eine pakistanische Sprinterin und Hürdenläuferin.

## Sportliche Laufbahn
Erste internationale Erfahrungen sammelte Najma Parveen 2013 bei den Asienmeisterschaften in Pune, bei denen sie im 100-Meter-Lauf mit 12,50 s in der ersten Runde ausschied, wie auch über 200 Meter mit 25,74 s. 2016 nahm sie im 400-Meter-Hürdenlauf erstmals an den Südasienspielen in Guwahati teil und belegte dort in 1:06,13 min den fünften Platz. Im 200-Meter-Lauf durfte sie dank einer Wildcard an den Olympischen Spielen in Rio de Janeiro teilnehmen, schied dort aber mit 26,11 s bereits im Vorlauf aus. Im Jahr darauf erreichte sie bei den Islamic Solidarity Games in Baku Rang acht im Hürdenlauf und schied über 200 Meter mit 25,67 s im Halbfinale aus. Zudem belegte sie mit der pakistanischen 4-mal-100-Meter-Staffel in 48,75 s Rang sechs sowie mit der 4-mal-400-Meter-Staffel in 4:03,31 min Rang fünf. Anfang September erreichte sie bei den Asian Indoor & Martial Arts Games in Aşgabat das Halbfinale im 400-Meter-Lauf, in dem sie mit 59,74 s ausschied. Sie nahm auch im 60-Meter-Lauf teil, schied dort aber bereits mit 8,11 s in der ersten Runde aus. Bei den Commonwealth Games 2018 im australischen Gold Coast schied sie über 200 Meter mit 25,21 s, sowie über 400 Meter mit 57,12 s in der Vorrunde aus.
2019 siegte sie bei den Südasienspielen in Kathmandu in 60,35 s im Hürdenlauf und gewann über 200 Meter in 23,69 s die Silbermedaille hinter der Inderin Archana Suseentran. Zudem sicherte sie sich mit der 4-mal-400-Meter-Staffel in 3:41,74 min die Silbermedaille hinter dem Team aus Sri Lanka und gewann in der 4-mal-100-Meter-Staffel hinter Sri Lanka und Indien die Bronzemedaille. 2021 startete sie über 200 m dank einer Wildcard bei den Olympischen Spielen in Tokio und schied dort mit 28,12 s in der ersten Runde aus.
2013 und 2015 wurde Parveen pakistanische Meisterin im 100-Meter-Lauf sowie 2015 über 200 Meter und im 400-Meter-Hürdenlauf. 2018 siegte sie im Hürdenlauf sowie in der 4-mal-400-Meter-Staffel.

## Persönliche Bestzeiten
- 100 Meter: 12,49 s, 24. Mai 2013 in Islamabad
- 60 Meter (Halle): 8,11 s, 19. September 2017 in Aşgabat
- 200 Meter: 23,69 s (+0,7 m/s), 4. Dezember 2019 in Kathmandu (pakistanischer Rekord)
- 400 Meter: 53,63 s, 11. November 2019 in Peschawar (pakistanischer Rekord)
  - 400 Meter (Halle): 59,70 s, 18. September 2017 in Aşgabat
- 400 m Hürden: 60,35 s, 6. Dezember 2019 in Kathmandu (pakistanischer Rekord)